# Bőny
Bőny es un pueblo húngaro perteneciente al distrito de Győr en el condado de Győr-Moson-Sopron, con una población en 2013 de 2122 habitantes.
Se conoce su existencia en documentos de 1235-1240 y su topónimo puede tener origen en el nombre Bő, nombre de familia de origen túrquico. En la Edad Media pertenecía a la familia noble Cseszneky. El asentamiento medieval original fue destruido por las invasiones turcas de los siglos XVI-XVII y el pueblo actual es una refundación formada por la agrupación de varias aldeas colindantes a principios del siglo XVIII. El pueblo cuenta con tres iglesias, una para cada una de las comunidades cristianas que existen en la localidad: católicos, reformados y luteranos.
Se ubica unos 15 km al este de la capital condal Győr, en el límite con el condado de Komárom-Esztergom.